# Brent McMahon
Brent McMahon (Kelowna, 17 de setembro de 1980) é um triatleta profissional canadense. 
McMahon em Jogos Pan-americanos, foi prata em 2007, e bronze em Guadalajara 2011. e possui duas participações olímpicas em 2004 e 2012